# Acrocercops achnodes
Acrocercops achnodes là một loài bướm đêm thuộc họ Gracillariidae. Nó được tìm thấy ở Ecuador. Nó được đặt tên bởi E. Meyrick năm 1915.